# Women's World Championship (WWE)
Women's World Championship là đai vô địch đấu vật chuyên nghiệp dành cho nữ do WWE của Hoa Kỳ sáng lập và quảng bá, được bảo vệ trên hạng mục thương hiệu Raw. Đây là một trong hai danh hiệu vô địch thế giới dành cho nữ dành cho đội hình chính của WWE, cùng với WWE Women's Championship của SmackDown. Nhà vô địch hiện tại là Iyo Sky, người đang trong lần đầu tiên giữ đai. Cô đã giành được danh hiệu này bằng cách đánh bại Rhea Ripley trong tập Raw ngày 3 tháng 3 năm 2025.
Được thành lập với tên gọi SmackDown Women's Championship, nó được công bố vào ngày 23 tháng 8 năm 2016, trong tập SmackDown với tư cách là đối trọng của WWE Women's Championship, trở thành độc quyền của Raw sau WWE Draft năm 2016 và được đổi tên thành Raw Women's Championship. Nhà vô địch đầu tiên là Becky Lynch. Sau WWE Draft năm 2023, các đai vô địch nữ Raw và SmackDown đã đổi thương hiệu, với SmackDown Women's Championship sau đó được đổi tên thành Women's World Championship, trong khi Raw Women's Championship trở lại tên gọi ban đầu là WWE Women's Championship.
Danh hiệu này đã được tranh tài trong sự kiện chính của bốn sự kiện trả tiền theo lượt xem và phát trực tiếp của WWE: TLC: Tables, Ladders & Chairs năm 2018 và cùng với Raw Women's Championship tại thời điểm đó, sự kiện hàng đầu của WWE là WrestleMania năm 2019, và chính nó vào Đêm 1 của WrestleMania năm 2021 và Elimination Chamber năm 2024. Đây cũng là chức vô địch đấu vật chuyên nghiệp dành cho nữ đầu tiên được bảo vệ tại Ả Rập Xê Út, diễn ra tại Super ShowDown năm 2020.

## Lịch sử
Women's World Championship ban đầu được thành lập với tên gọi SmackDown Women's Championship vào ngày 23 tháng 8 năm 2016. Sự ra đời của đai vô địch này là kết quả của việc WWE, công ty đấu vật chuyên nghiệp của Mỹ, giới thiệu lại phần mở rộng thương hiệu, trong đó công ty một lần nữa chia đội hình của mình thành các thương hiệu Raw và SmackDown, nơi các đô vật được chỉ định biểu diễn độc quyền; lần chia tách thương hiệu đầu tiên kết thúc vào tháng 8 năm 2011. Trong bản dự thảo năm 2016, WWE Women's Champion đương nhiệm Charlotte đã được chuyển sang Raw, khiến SmackDown không có chức vô địch nữ. Ngay sau SummerSlam vào ngày 23 tháng 8 năm 2016, trong tập SmackDown, ủy viên SmackDown Shane McMahon và tổng giám đốc Daniel Bryan đã công bố SmackDown Women's Championship (danh hiệu của Raw sau đó được đổi tên thành Raw Women's Championship).
Trận đấu six-pack elimination challenge đã được lên lịch cho Backlash vào ngày 11 tháng 9 năm 2016, để xác định nhà vô địch đầu tiên. Sáu đô vật nữ đã thi đấu tại SummerSlam trong trận đấu đồng đội sáu người phụ nữ đã được chọn cho thử thách sáu người: Alexa Bliss, Becky Lynch, Carmella, Naomi, Natalya và Nikki Bella. Lynch đã trở thành nhà vô địch đầu tiên khi cô loại Carmella lần cuối. NXT Women's Championship sẽ trở thành danh hiệu chính thứ ba của WWE dành cho nữ khi NXT được công nhận là thương hiệu lớn thứ ba của WWE vào tháng 9 năm 2019 khi nó được chuyển đến USA Network. Tuy nhiên, sự công nhận này đã bị đảo ngược khi NXT trở lại là thương hiệu phát triển của WWE vào tháng 9 năm 2021.

### Trận đấu tranh đai
| Thứ tự tham gia | Đô vât      | Bị loại bởi | Hình thức bị loại | Thời gian |
| --------------- | ----------- | ----------- | ----------------- | --------- |
| 1               | Alexa Bliss | Naomi       | Ghim              | 9:38      |
| 2               | Naomi       | Natalya     | Đòn khóa          | 10:52     |
| 3               | Natalya     | Nikki Bella | Ghim              | 12:50     |
| 4               | Nikki Bella | Carmella    | Ghim              | 12:58     |
| 5               | Carmella    | Becky Lynch | Đòn khóa          | 14:40     |
| Chiến thắng     | Becky Lynch | Becky Lynch | Becky Lynch       | 14:40     |

## Bản thiết kế đai vô địch
Với tư cách là SmackDown Women's Championship, danh hiệu được thể hiện bằng một chiếc thắt lưng sử dụng cùng thiết kế "Network Logo" như WWE Women's Championship, với điểm khác biệt duy nhất là phần nền của tấm trung tâm và các quả cầu của tấm bên mặc định có màu xanh lam (khác với màu đỏ) để tượng trưng cho tính độc quyền của nó đối với SmackDown. Trong những gì đã trở thành một tính năng nổi bật trên tất cả các đai vô địch của WWE, các tấm bên có thể được tùy chỉnh bằng logo của nhà vô địch đương nhiệm. Trong lần thứ hai Naomi giữ đai SmackDown Women's Championship vào năm 2017, các dải đèn LED nhiều màu có thể hoán đổi được đã được đặt xung quanh đường viền của logo WWE và đường viền của thắt lưng để phù hợp với hình ảnh "phát sáng" của cô.
Khi danh hiệu được đổi tên thành Women's World Championship vào tháng 6 năm 2023, nó đã áp dụng thiết kế gần giống với World Heavyweight Championship dành cho nam đã được giới thiệu vào tháng 4, mặc dù nhỏ hơn, trên một dây đeo màu trắng và có một biểu ngữ nhỏ phía trên biểu ngữ "World" có nội dung "Women's". Nó cũng giữ nguyên các tấm bên có thể tùy chỉnh.

## Giữ đai

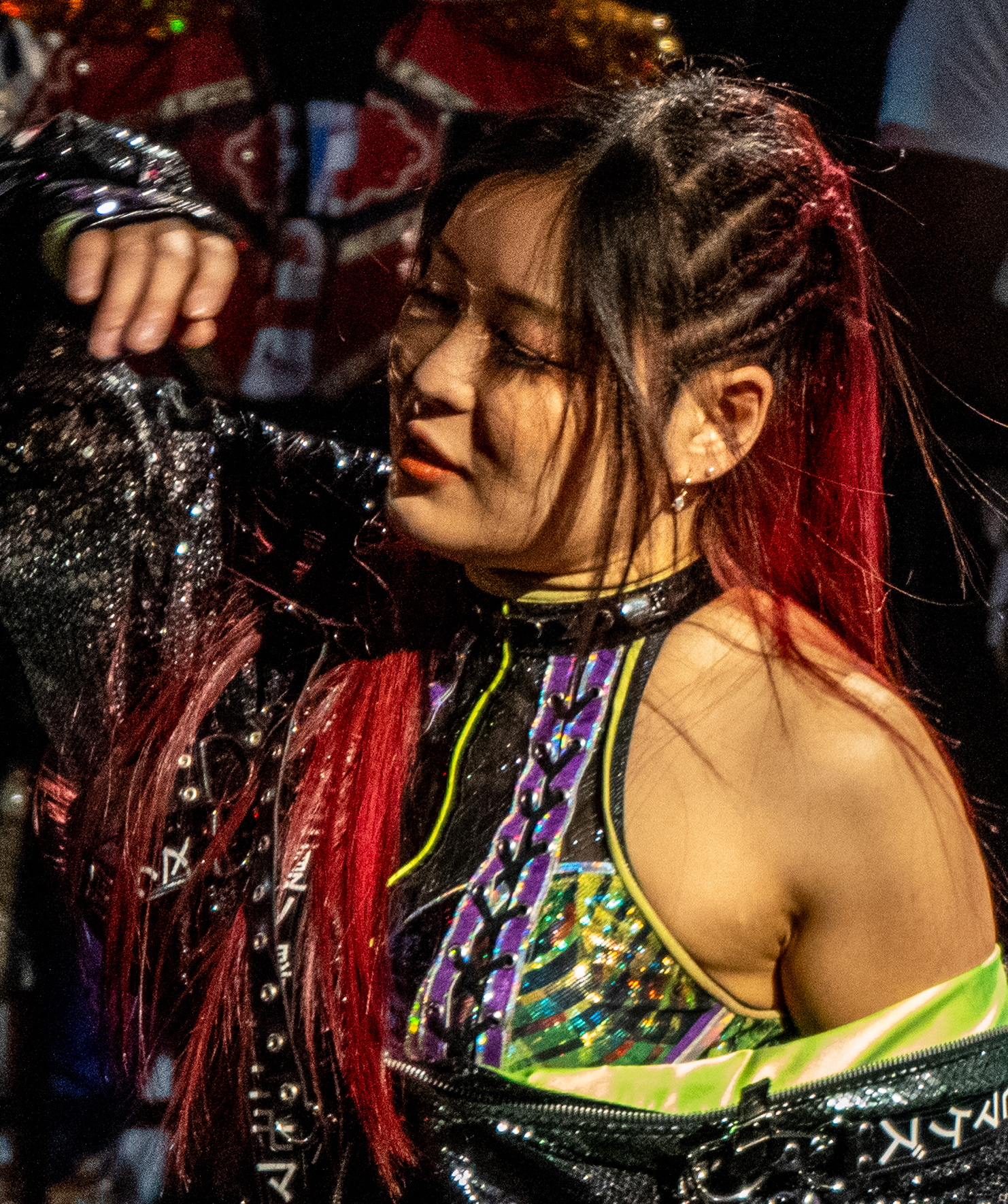
Nhà vô địch hiện tại Iyo Sky

Tính đến ngày 12 tháng 3 năm 2025, đã có 30 lần trị vì giữa 14 nhà vô địch và 2 lần bỏ trống. Becky Lynch là nhà vô địch đầu tiên. Charlotte Flair có nhiều lần trị vì nhất với bảy lần. Lần trị vì thứ hai của Bayley và lần trị vì đầu tiên của Rhea Ripley hòa nhau ở vị trí trị vì đơn lẻ dài nhất là 380 ngày (379 ngày cho cả hai theo công nhận của WWE), trong khi lần trị vì thứ tư của Flair là ngắn nhất với 4 phút 55 giây. Bayley giữ kỷ lục về thời gian trị vì kết hợp dài nhất là 520 ngày. Becky Lynch là nhà vô địch lớn tuổi nhất, giành được danh hiệu ở tuổi 37, 83 ngày, trong khi Alexa Bliss là người trẻ nhất khi cô giành được nó ở tuổi 25. Chỉ có hai người phụ nữ đã giữ danh hiệu trong thời gian trị vì liên tục một năm (365 ngày) trở lên: Bayley và Rhea Ripley.
Iyo Sky là nhà vô địch hiện tại trong lần đầu tiên cô giữ đai. Cô đã đánh bại Rhea Ripley trong tập Raw ngày 3 tháng 3 năm 2025 tại Buffalo, New York.